# Liên Hòa, Vân Hồ
Liên Hòa là một xã thuộc huyện Vân Hồ, tỉnh Sơn La, Việt Nam.

## Địa lý
Xã Liên Hòa nằm ở phía đông huyện Vân Hồ, cách thị trấn Mộc Châu 70 km dọc theo quốc lộ 43 và tỉnh lộ 101, có vị trí địa lý:
- Phía tây giáp xã Suối Bàng
- Phía nam giáp xã Song Khủa
- Phía bắc giáp huyện Phù Yên
- Phía đông giáp sông Đà và tỉnh Hòa Bình.

Xã Liên Hòa có diện tích 44,62 km², dân số năm 2020 là 2.718 người, mật độ dân số đạt 61 người/km².
Với bốn dân tộc anh em sinh sống bao gồm Dao, Thái, Mường, Kinh phân bố trên 6 bản là: Suối Nậu, Lắn, Nôn, Ngậm, Tà Phù, Dón.

## Hành chính
Xã Liên Hòa được chia thành 6 bản: Dón, Lắn, Nôn, Ngậm, Suối Nậu, Tà Phù.

## Lịch sử
Ngày 16 tháng 5 năm 1998, Chính phủ ban hành Nghị định 31/1998/NĐ-CP về việc thành lập xã Liên Hòa thuộc huyện Mộc Châu trên cơ sở 3.372 ha diện tích tự nhiên và 2.713 người của xã Song Khủa.
Ngày 10 tháng 6 năm 2013, Chính phủ ban hành Nghị quyết 72/NQ-CP về việc chuyển xã Liên Hòa thuộc huyện Mộc Châu về huyện Vân Hồ mới thành lập quản lý.

## Kinh tế
Theo số liệu thống kê của ủy ban nhân dân xã năm 2012 tổng số dân trên địa bàn xã Liên Hòa là 678 hộ trên tổng số 2.889 người, mật dộ dân cư trên địa bàn là 81 người/km², số lao động trong độ tuổi là 1.783 người chiếm 60,1% tổng số dân, lao động trong các ngành kinh tế là 1.445 người chiếm 81,1% số người trong độ tuổi lao động, trong đó:
- Lao động nông, lâm nghiệp: 1.370 người chiếm 94,81% tổng số lao động
- Lao động thương mại, dịch vụ: 75 người chiếm 5,19% tổng số lao động
- Số lao động qua đào tạo: 65 người chiếm 4,5%
- Số lao động chưa qua đào tạo 1.380 người chiếm 95,50%.